# Série E161 a E170 da CP
A Série E161 a E170, igualmente conhecida como Série E160, foi um tipo de locomotiva a tracção a vapor, que foi utilizada pelos Caminhos de Ferro do Estado e pela Companhia dos Caminhos de Ferro Portugueses.

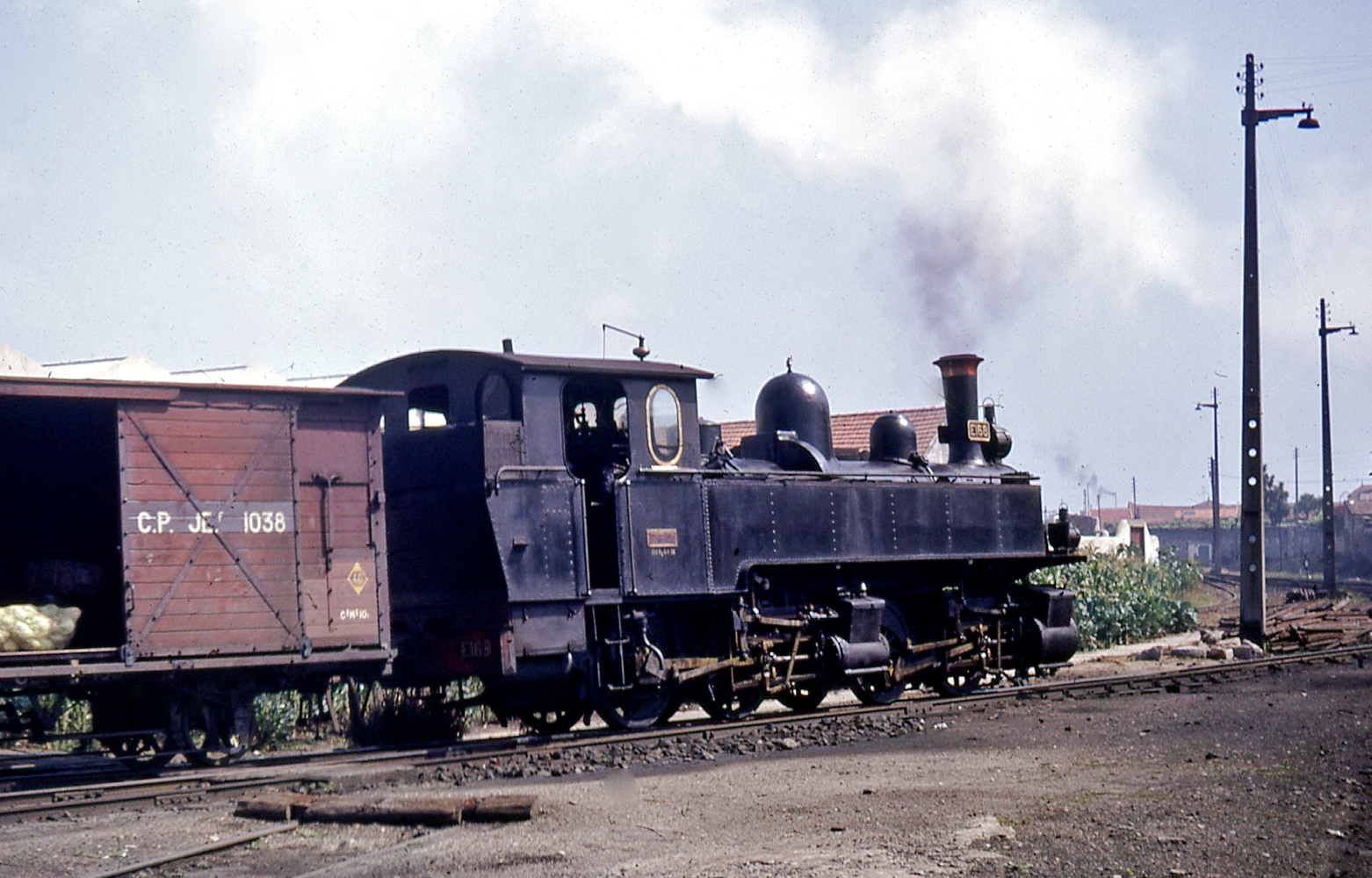
Locomotiva E168 na Póvoa de Varzim, em 1970.

## História
Estas locomotivas foram fabricadas pela empresa alemã Henschel & Sohn, tendo as primeiras quatro unidades sido construídas em 1905 e as restantes em 1908. Foram as primeiras locomotivas Mallet em Portugal, tendo sido adquiridas quase em simultâneo com outras deste tipo, para a Companhia do Caminho de Ferro do Porto à Póvoa e Famalicão.
Foram encomendadas pela Divisão do Minho e Douro dos Caminhos de Ferro do Estado originalmente para a Linha do Corgo, tendo sido a primeira grande série de locomotivas a entrar ao serviço nesta linha, onde rebocaram o comboio inaugural, entre a Régua e Vila Real.

## Descrição

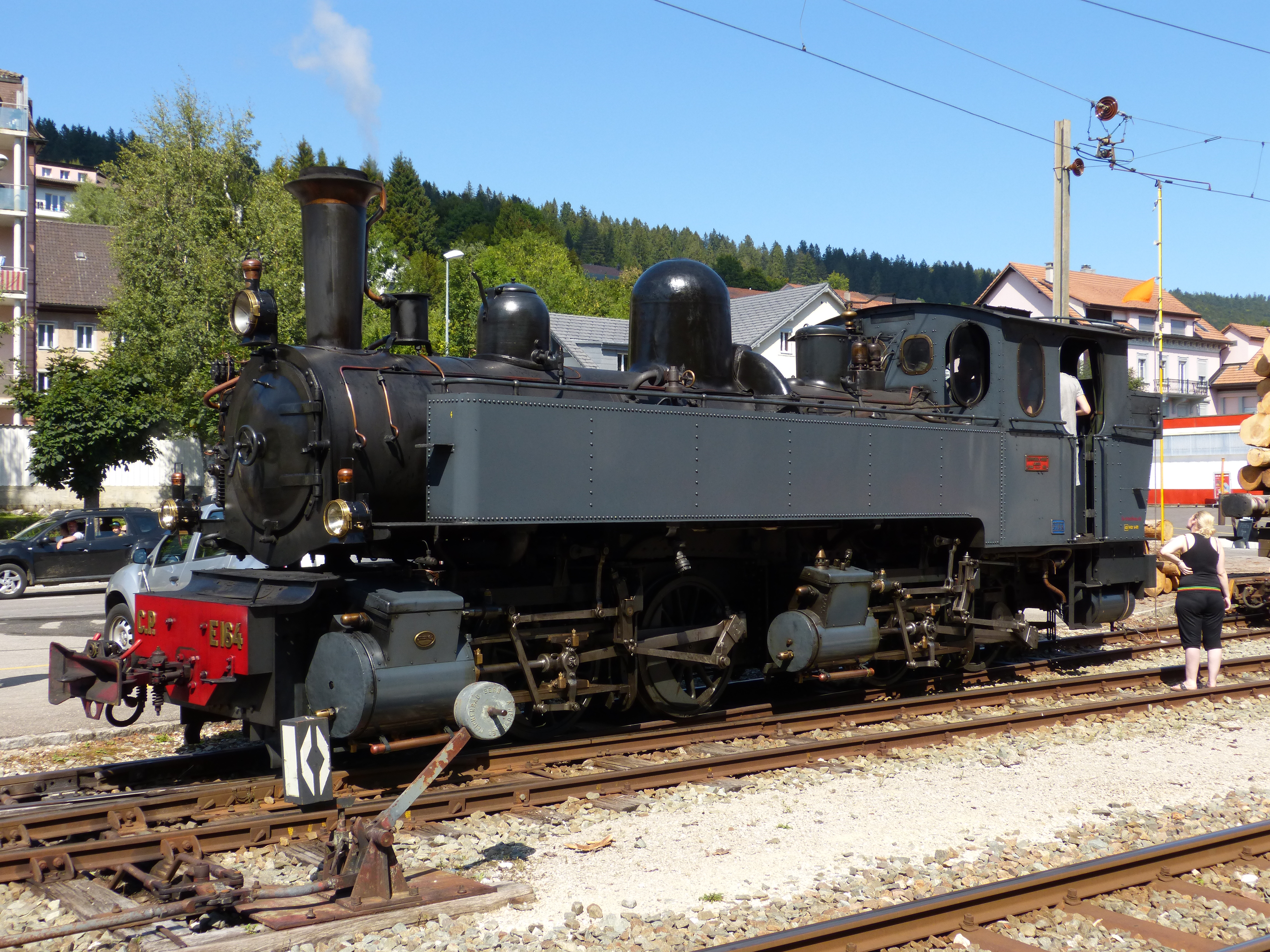
Locomotiva E164 em Tramelan (Suíça), em 2015.

Esta série era composta por dez locomotivas-tanque Mallet de bitola métrica, numeradas de E161 a E170. Utilizavam um esquema em compound, com quatro cilindros exteriores, sendo o sistema de trás accionado pelos cilindros de alta pressão, e o de frente pelos de baixa pressão.

## Ficha técnica

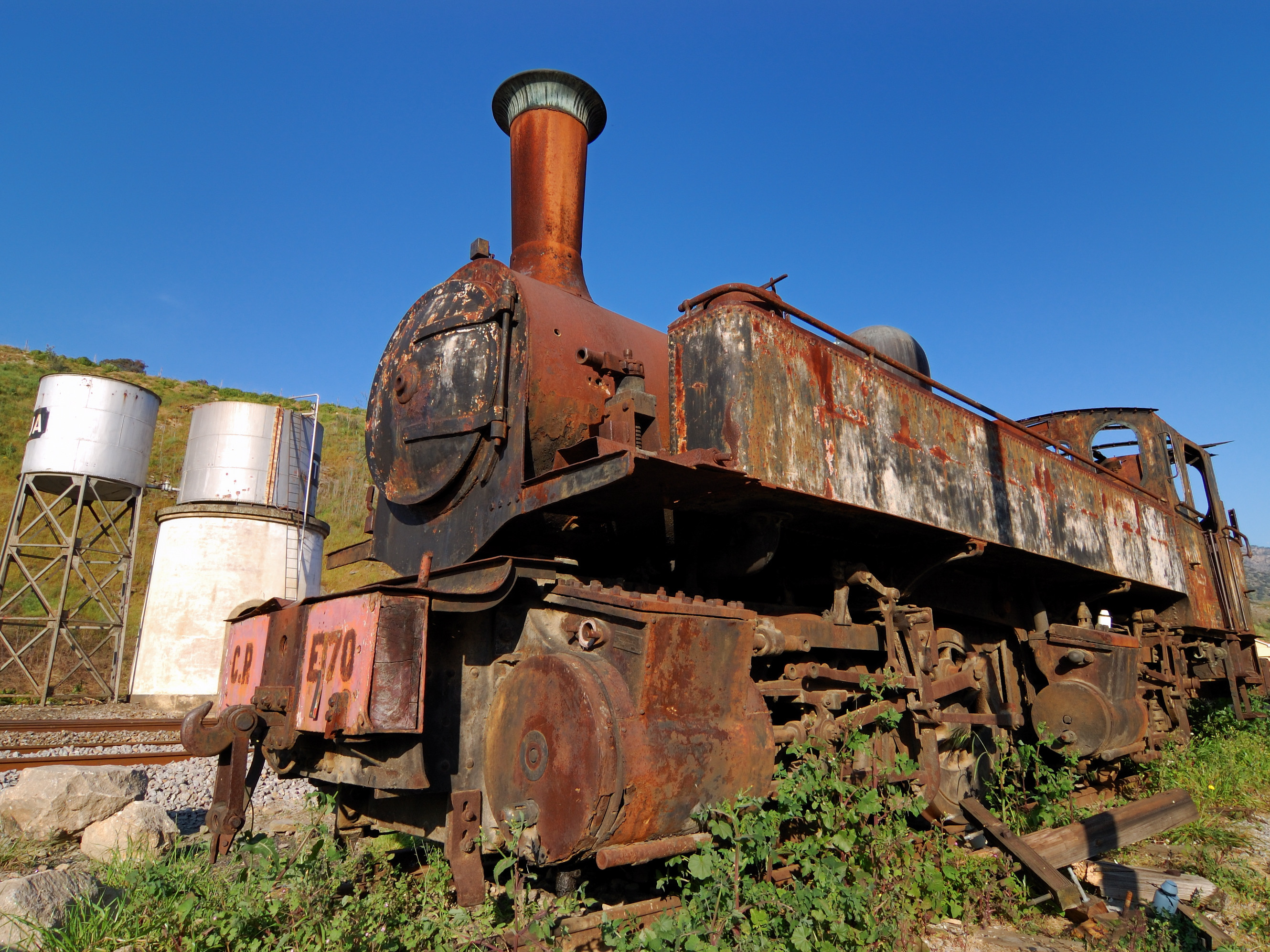
Locomotiva E170, na Estação de Tua.

### Características gerais
- Fabricante: Henschel & Sohn[2]
- Construção: 1905[2] - 1908[1]
- Tipo: Mallet[1]
- Bitola: 1000 mm[2][1]